# Paramesochra helgolandica
Paramesochra helgolandica är en kräftdjursart som beskrevs av Kunz 1936. Paramesochra helgolandica ingår i släktet Paramesochra och familjen Paramesochridae. Arten är reproducerande i Sverige. Inga underarter finns listade i Catalogue of Life.